# Thiol-yn-reactie
De thiol-yn-reactie, ook alkyn-hydrothiolering genoemd, is een organische reactie tussen een alkyn en een aromatisch of alifatisch thiol. De reactie is een additiereactie die tot de klikchemie gerekend wordt. Het algemeen reactieschema is:
Het reactieproduct is een vinylsulfide, een mengsel van E/Z-isomeren.  Wanneer twee mol thiol per mol alkyn gebruikt worden, wordt een dithio-acetaal gevormd.
De additie verloopt via een vrije radicaal en wordt geïnitieerd door bestraling met licht of door een initiator. De additie is anti-Markovnikov.
Een voorbeeld is de additie van benzeenthiol aan 1-dodecyn met tri-ethylboraan als katalysator:
De reactie wordt vooral gebruikt in de polymeerchemie. Ze kan gebruikt worden voor de synthese van dendrimeren, stervormige en hypervertakte polymeren,  polymeernetwerken met een hoge graad van crosslinking of het aanbrengen van functionele groepen op bestaande polymeren.